# Popielów (stacja kolejowa)
Popielów – stacja kolejowa w miejscowości Popielów, w województwie opolskim, w powiecie opolskim, w gminie Popielów, w Polsce.

## Ruch pasażerski
| Rok  | Wymiana pasażerska na dobę |
| ---- | -------------------------- |
| 2017 | 0-9                        |
| 2022 | 0-9                        |

## Połączenia
- Opole Główne
- Jelcz-Laskowice